# 4087 Пярт
4087 Пярт (4087 Pärt) — астероїд головного поясу, відкритий 5 березня 1986 року.
Тіссеранів параметр щодо Юпітера — 3,671.